# Port lotniczy Inis Mór
Port lotniczy Inis Mór (kod IATA: IOR, kod ICAO: EIIM) – prywatny port lotniczy położony na wyspie Inis Mór, w archipelagu Aran, w hrabstwie Galway, w Irlandii.

## Kierunki lotów i linie lotnicze
| Linia lotnicza    | Kierunek                                |
| ----------------- | --------------------------------------- |
| Aer Arann Islands | 1. Connemara 2. Inis Meáin 3. Inis Oírr |